# Cantone di Vaulx-en-Velin
Il Cantone di Vaulx-en-Velin era una divisione amministrativa dell'arrondissement di Lione.
È stato soppresso a seguito della riforma complessiva dei cantoni del 2014, che è entrata in vigore con le elezioni dipartimentali del 2015.
Comprendeva il solo comune di Vaulx-en-Velin.
Si è spesso fatto riferimento a Vaulx-en-Velin come il luogo di nascita di Valdo di Lione.